# 胡安·何塞·巴列

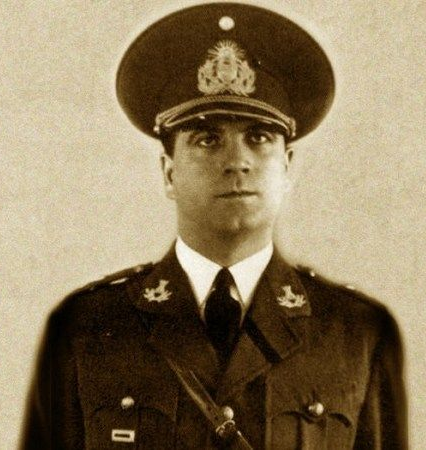
胡安·何塞·巴列

胡安·何塞·巴列（Juan José Valle，1896年3月15日－1956年6月12日）是一名阿根廷軍官。
1955年9月解放者革命爆發胡安·裴隆被推翻後，胡安·何塞·巴列不滿佩德罗·欧亨尼奥·阿兰布鲁而自愿离开军队。 但是由於佩德罗·欧亨尼奥·阿兰布鲁鎮壓胡安·裴隆支持者，胡安·何塞·巴列先是被关押在军事设施中，后来被转为软禁。 
随后，他参与策划了一场反佩德罗·欧亨尼奥·阿兰布鲁的政变，并于1956年6月9日發動叛乱，这场叛乱迅速蔓延到全国，但仅造成7人死亡，而且叛亂失败，包括胡安·何塞·巴列在內的叛军被政府军抓获。 
1956年6月12日，胡安·何塞·巴列被執行死刑。 